# Dunajki (powiat kościerski)
Dunajki (dodatkowa nazwa w j. kaszub. Dunajczi; niem. Dunaiken) – osada kaszubska w Polsce położona w województwie pomorskim, w powiecie kościerskim, w gminie Dziemiany, wchodzi w skład sołectwa Dziemiany.
W latach 1975–1998 miejscowość administracyjnie należała do województwa gdańskiego.